# 우리 미국인 사촌

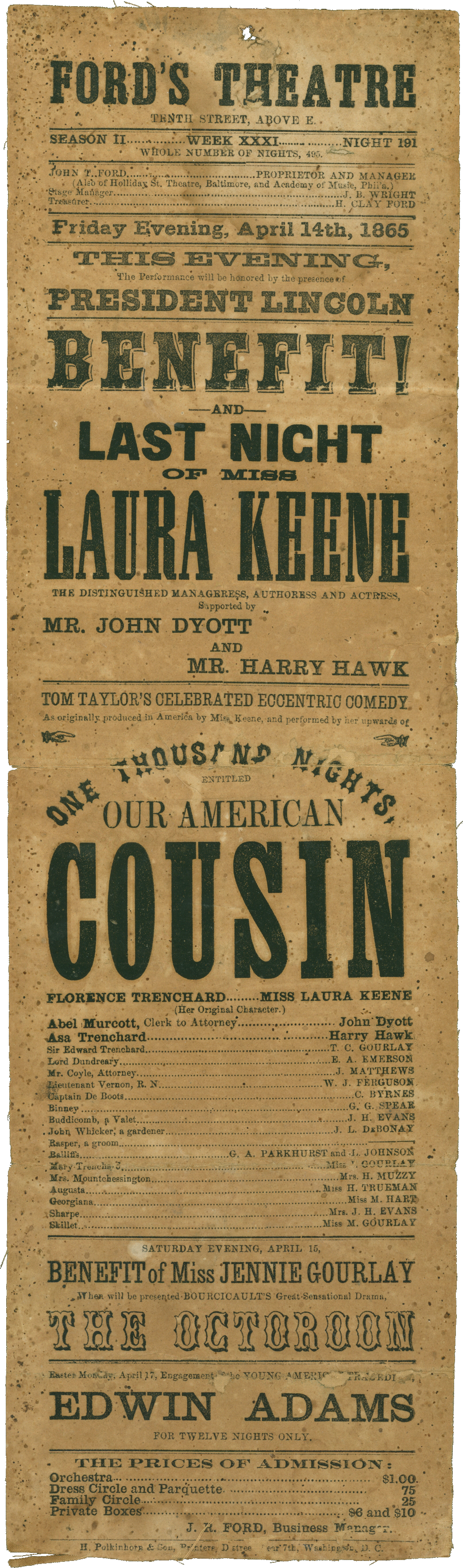
1865년 4월 14일 포드 극장에서의 공연을 위한 플레이빌 (아마도 초기 기념품 복제)

《우리 미국인 사촌》(Our American Cousin)은 영국의 희곡 작가 톰 테일러가 1858년에 발표한 희곡 작품이다. 3장으로 이루어져 있다.
줄거리는 가문의 땅 권리를 요구하기 위해 잉글랜드로 건너간 서툴고, 촌스럽지만, 정직한 미국인 아사 트렌차드를 잉글랜드 귀족들에게 소개를 시키는 내용을 담고 있는 희곡이다.
1858년 10월 15일 미국 뉴욕의 로라 킨 극장에서 초연을 했으며, 주인공은 조지프 제퍼슨이 연기를 맡았다. 비록 초연이 되는 몇 년간 동안에도 상당히 인기를 끌었지만, 19세기 후반까지 매우 인기를 누린 작품이다. 정작 이 작품을 가장 유명한 것으로 만든 것은 미국의 제16대 대통령이었던 에이브러햄 링컨이 포드 극장에서 이 연극을 보다가 배우이자, 남부 지지자였던 존 윌크스 부스에 의해 1865년 4월 14일 암살당한 사건 때문이었다.